# Cerapteryx grisea
Cerapteryx grisea är en fjärilsart som beskrevs av Arnold Spuler 1905. Cerapteryx grisea ingår i släktet Cerapteryx och familjen nattflyn. Inga underarter finns listade i Catalogue of Life.